# Lin Chuan
Lin Chuan (林全S, Lín QuánP; Kaohsiung, 13 settembre 1951) è un politico taiwanese, Premier della Repubblica di Cina dal maggio 2016 al settembre 2017.
È stato Ministro del bilancio, della contabilità e della statistica e ministro delle finanze durante la presidenza di Chen Shui-bian.

## Biografia
Lin è di origine cinese  ed è nato a Kaohsiung il 13 dicembre 1951. Si è laureato nell'Università Cattolica Fu Jen con un diploma di laurea in economia nel 1974 prima di guadagnare un master in finanza pubblica presso la National Chengchi University nel 1978. Lin è tornato sullo studio di economia negli Stati Uniti, ottenendo il suo dottorato in materia all'Università dell'Illinois a Urbana-Champaign nel 1984.

## Carriera
Lin è stato Ministro della Direzione generale del bilancio, della contabilità e della statistica allo Yuan esecutivo dal 2000 al 2002 e ministro delle finanze dal 2002 al 2006.
Dopo che il mandato come ministro delle finanze nel 2006 si è concluso, Lin è stato nel consiglio di amministrazione di diverse società e ha portato due serbatoi di pensiero. Ha anche prestato servizio al governo della città di Taipei come capo del dipartimento finanziario della città.
Dopo la vittoria di Tsai Ing-wen nelle elezioni presidenziali del 2016, Lin è stato chiamato a far parte del team di transizione di Tsai istituito per gestire il trasferimento di potere dall'amministrazione in uscita di Ma Ying-jeou. Poco dopo la nomina al team di transizione, Lin è diventato oggetto di speculazioni di media nazionali che lo hanno collegato a diversi posti governativi all'interno dell'amministrazione di Tsai. Nel febbraio 2016 Lin è stato scelto per condurre una task force che esplorasse la possibilità di unirsi al partenariato Trans-Pacifico.
Il 15 marzo 2016, la presidente eletta Tsai Ing-wen ha nominato come premier Lin. È stato confermato dallo Yuan legislativo subito dopo ed è entrato in carica il 20 maggio 2016.

## Vita privata
Lin ha sposato Wu Pei-ling nel settembre del 2002 e ha due figlie da un matrimonio precedente.